# 양자 정보
양자정보(Quantum information)는 양자 시스템의 상태에 대한 정보이다. 양자정보이론 연구의 기본 실체로, 양자정보처리 기술을 이용하여 조작할 수 있다. 양자 정보는 폰 노이만 엔트로피 측면의 기술적 정의와 일반적인 계산 용어를 모두 의미한다.
이는 양자역학, 컴퓨터 과학, 정보 이론, 철학, 암호학 등 여러 분야를 포함하는 학제간 분야이다. 이 연구는 인지과학, 심리학, 신경과학 등의 학문 분야에도 관련이 있다. 주요 초점은 미세한 규모의 물질에서 정보를 추출하는 것이다. 과학에서의 관찰은 정보를 획득하는 가장 중요한 방법 중 하나이며 관찰을 정량화하기 위해서는 측정이 필요하므로 이것이 과학적 방법에 매우 중요하다. 양자 역학에서는 불확정성 원리로 인해 한 기저의 고유 상태가 다른 기저의 고유 상태가 아니기 때문에 이동하지 않는 관측 가능 항목을 동시에 정확하게 측정할 수 없다. 고유상태-고유값 연결에 따르면, 시스템 상태가 관측 가능 항목의 고유 상태일 때 관측 가능 항목은 잘 정의되어 있다. 두 개의 비통근 관측 가능 항목이 동시에 잘 정의되어 있지 않기 때문에 양자 상태는 두 비통근 관측 가능 항목에 대한 결정적인 정보를 결코 포함할 수 없다.
정보는 양자 시스템 상태로 인코딩된 물리적인 것이다. 양자역학이 물질의 속성을 미시적 수준에서 조사하는 것이라면, 양자정보과학은 그 속성에서 정보를 추출하는 데 중점을 두고, 양자 컴퓨팅은 양자정보처리 기술을 이용해 정보를 조작하고 처리(논리적 연산을 수행)한다.
고전 정보와 마찬가지로 양자 정보는 디지털 컴퓨터를 사용하여 처리하고, 한 위치에서 다른 위치로 전송하고, 알고리즘으로 조작하고, 컴퓨터 과학 및 수학으로 분석할 수 있다. 고전 정보의 기본 단위가 비트인 것처럼 양자 정보도 큐비트를 다룬다. 폰 노이만 엔트로피를 사용하여 양자 정보를 측정할 수 있다.
최근 양자 컴퓨팅 분야는 현대의 연산, 통신, 암호화 등을 교란시킬 수 있는 가능성 때문에 활발한 연구 분야가 되고 있다.

## 같이 보기
- 양자역학의 해석
- 양자 얽힘
- 양자정보과학
- 양자통계역학
- 큐비트
- 큐트리트